# Arrondissement di Riom
L'arrondissement di Riom è una suddivisione amministrativa francese, situata nel dipartimento del Puy-de-Dôme e nella regione dell'Alvernia-Rodano-Alpi.

## Composizione
L'arrondissement di Riom raggruppa 137 comuni in 13 cantoni:
- cantone di Aigueperse
- cantone di Combronde
- cantone di Ennezat
- cantone di Manzat
- cantone di Menat
- cantone di Montaigut
- cantone di Pionsat
- cantone di Pontaumur
- cantone di Pontgibaud
- cantone di Randan
- cantone di Riom-Est
- cantone di Riom-Ovest
- cantone di Saint-Gervais-d'Auvergne.